# Himmelseck
Das Himmelseck, häufig auch fälschlich Himmeleck, ist ein 1487 m hoher Nebengipfel des Eckhaldekopfs in den Allgäuer Alpen. Er liegt im Gebiet der Gemeinde Oberstaufen  im Landkreis Oberallgäu.

## Geographie
Das Himmelseck gehört zu den Allgäuer Nagelfluh-Schichtkämmen und ist dort Teil des Prodel-Schichtkamms. Vom Gipfel aus hat man Richtung Süden vor allem einen guten Ausblick auf den Buralpkopf und das Rindalphorn. Der Blick nach Norden ist durch Bäume versperrt. Das Himmelseck überragt den westlich angrenzenden Vorderen Prodel. Im Osten wird er vom Eckhaldekopf der Eckhalde überragt. Das Himmelseck liegt im Naturpark Nagelfluhkette.
Bei Wanderungen über den Prodel-Schichtkamm ist der Gipfel das Himmelseck ein häufiges Etappenziel.